# ナチョス

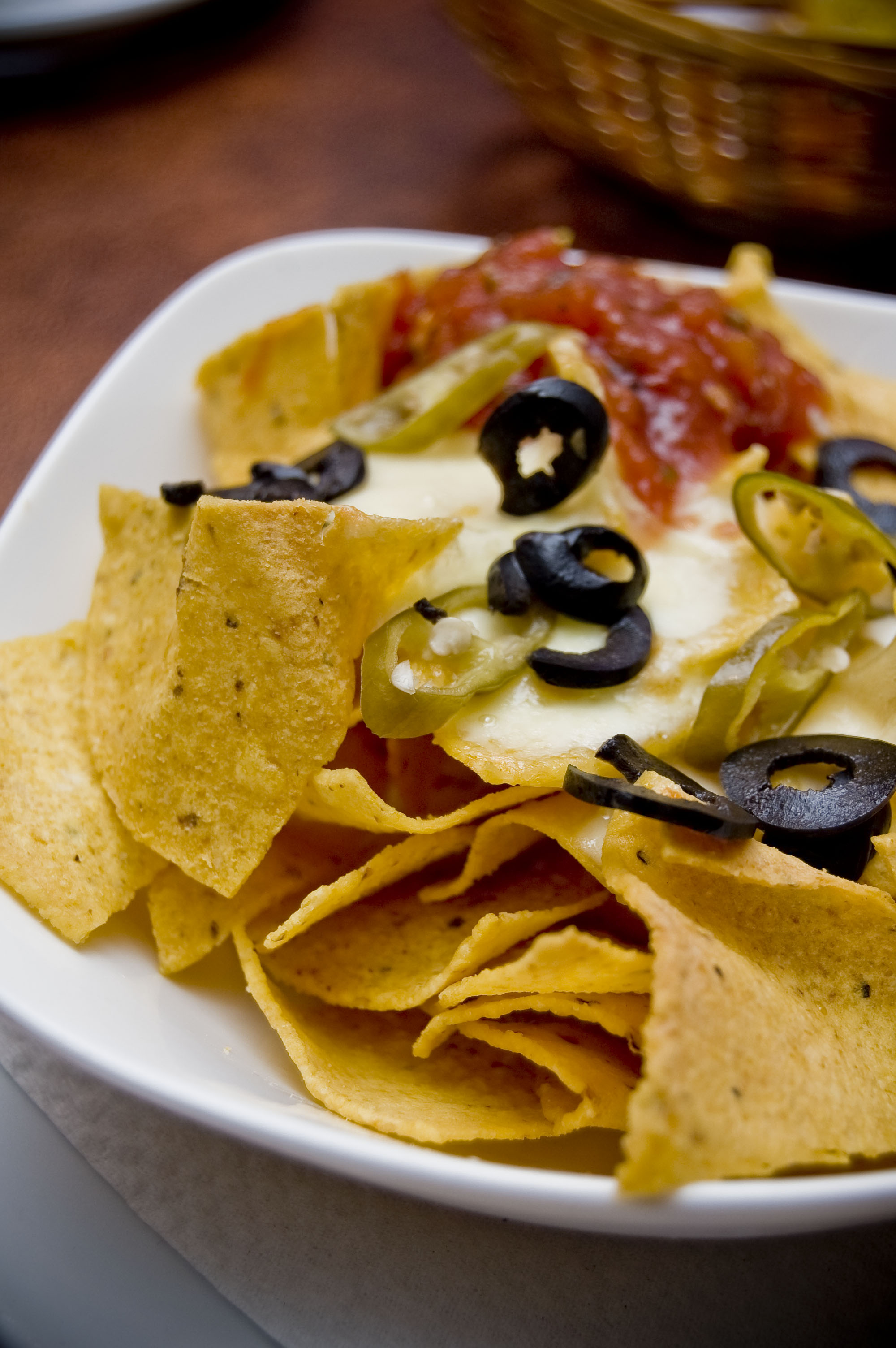
ナチョス

ナチョス（Nachos）は、通例溶かしたチーズをかけたトルティーヤ・チップスをベースとするテクス・メクス料理を指す。単数形のナチョ（またはナーチョ）とも呼ばれる。一般的なトッピングの例としては、牛肉や鶏肉の挽肉、チリコンカーン、ハラペーニョのスライス、フリホレス・レフリトス、サルサ、ワカモレ、サワークリームなどがある。また、まれにチーズを使用せずに作ることもある。

## 概要
複数の新聞紙や『オックスフォード英語辞典』の定義によれば、ナチョスは1943年にメキシコのコアウイラ州ピエドラス・ネグラスのレストランで働いていたイグナシオ・アナヤによって創り出されたとされている。リオ・グランデ川の対岸にあるテキサス州イーグルパスからピエドラス・ネグラスに買い物に訪れた12人のアメリカ合衆国の航空兵の夫人達が昼食時にルドルフォ・デ・ロス・サントス（Rudolfo De Los Santos）の経営するレストラン『ザ・ヴィクトリー・クラブ』を訪れた。調理師が不在だったため、「ナチョ」の愛称で知られるウェイター長だったアナヤが手早く揚げたトルティーヤに細切りしたチェダーチーズを加えて軽く加熱し、更にハラペーニョのピクルスをスライスしたものを加えた軽食を用意し、飲み物と共に供した。それが思いがけず人気を博したために正式メニューにも加えられたという。当初彼が発案したこの新しい料理の名前は、「ナチョス・エスペシアレス（Nacho's Especiales）」（ナチョ・スペシャル）であった。1954年にイーグルパスで印刷されたザ・ヴィクトリー・クラブの広告には、「元祖ナチョ・スペシャルの店」という記述がある。
また『オックスフォード英語辞典』によると、ジェーン・トラヘイが編集し1949年に発行された『テキサスの味』という名の料理本の中で初めて、「ナチョ」が英語の言葉の一つとして印字されたとしている。この『テキサスの味』の中でも、ナチョスの発案者としてイグナシオ・アナヤの話に言及した。
後に水素添加した植物油をチーズに加えたチーズソースが発明され、工場製のトルティーヤ・チップスを使用するようになって準備が簡単になったナチョスは映画館や競技場などの売店のメニューとして徐々に人気を博していった。このチーズソースはトルティーヤ・チップスの上にかけるものであるが、チーズのディップとしてそのままつけて食べるために使用される事がよくある。しかし、このチーズソースは本格的なメキシコ料理でも伝統的なテクス・メクス料理でもなく、トランス脂肪酸を含むために健康にもあまり良くないと考えられて以来、再び固形のチーズを用いたナチョスが人気を博すようになった。
売店でナチョスが売られるようになってから初めてナチョスを注文したプロ野球チームはテキサス・レンジャーズであった。またアメリカ合衆国の大衆文化においても、ナチョスはしばしば登場してきた。スポーツ番組「マンデー・ナイト・フットボール」の中で、スポーツ評論家のハワード・コセルが目を見張るプレイを実況する際に「ナチョス」という言葉を使用した他、アニメ番組「ビーバス・アンド・バットヘッド」の中では、ナチョスへのとてつもない情熱を描写したシーンが目立った。

## 調理
普通ナチョスは耐熱皿または天板にトルティーヤ・チップスを敷き、その上をおろしたチェダーチーズまたはモンテレージャックチーズで覆い、上記のようなトッピングを加え、オーブンか電子レンジでチーズが溶けるまで加熱して作るが、レストランではチーズソースまたはチリコンケソを小さなカップに入れて、トルティーヤ・チップスとは別に供することもある。ナチョスはサワークリームやサルサと一緒に供されるのが最も一般的であるが、ワカモレのような他のディップと一緒に出されることも多い。
ナチョスを出す店によっては、独自のトッピングが工夫されることもある。例えばテネシー州のメンフィスでは、ほとんどのバーベキューレストランがナチョスのバーベキューをメニューにのせており、またスポーツのイベントで出されることもある。これはプルドポーク（豚肩肉をじっくりと焼いてからほぐしたもの）がトルティーヤ・チップの上に盛り付けられたもので、さらにその上から溶かしたチーズやバーベキューソース、そしてハラペーニョのスライスをかける。

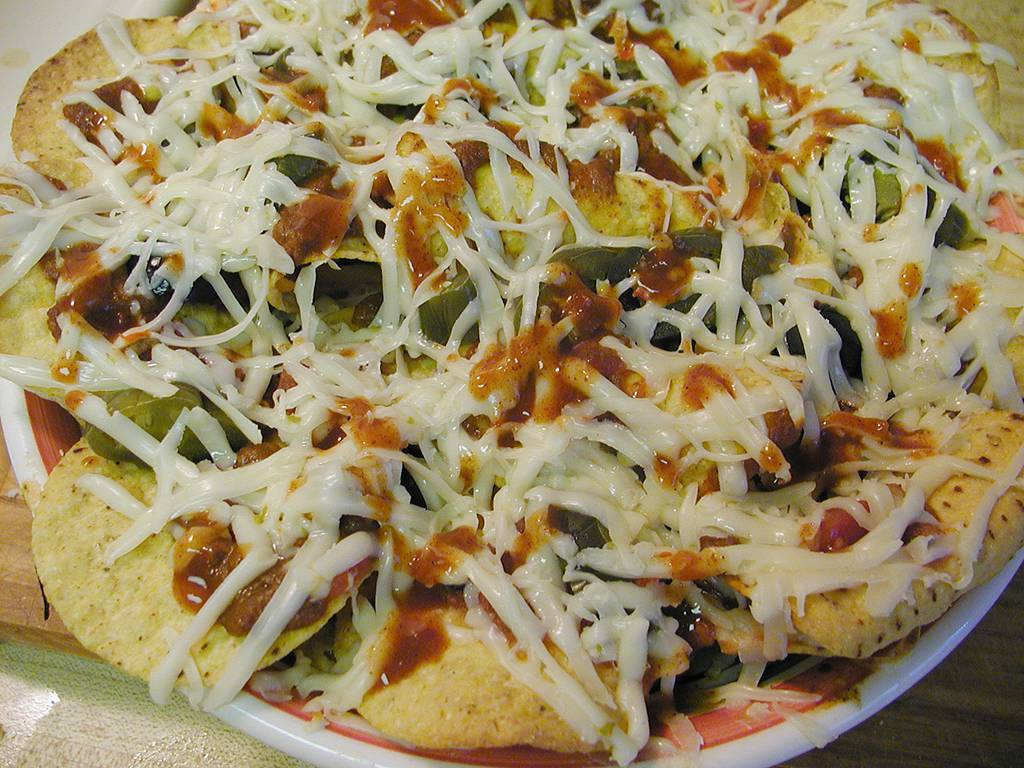
ハラペーニョとチーズのナチョス
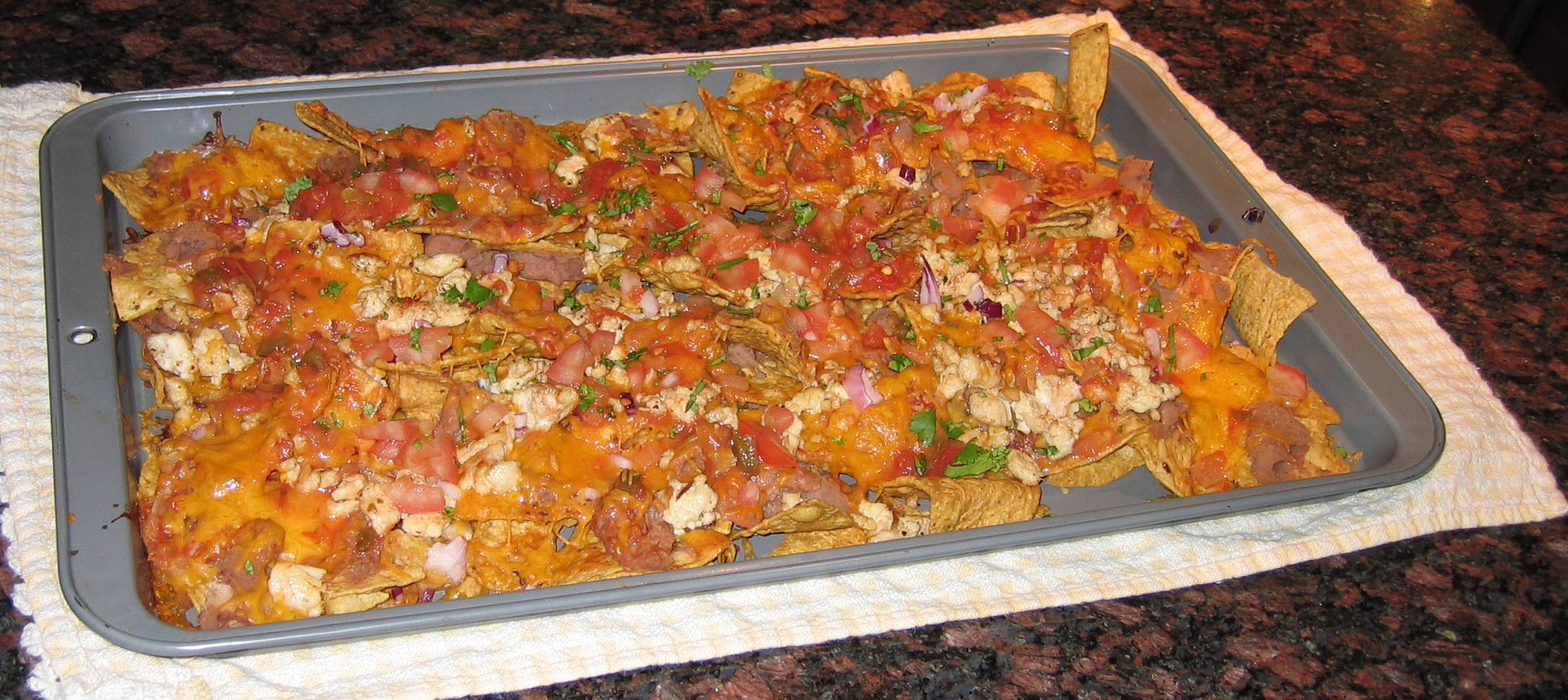
家庭風ナチョス
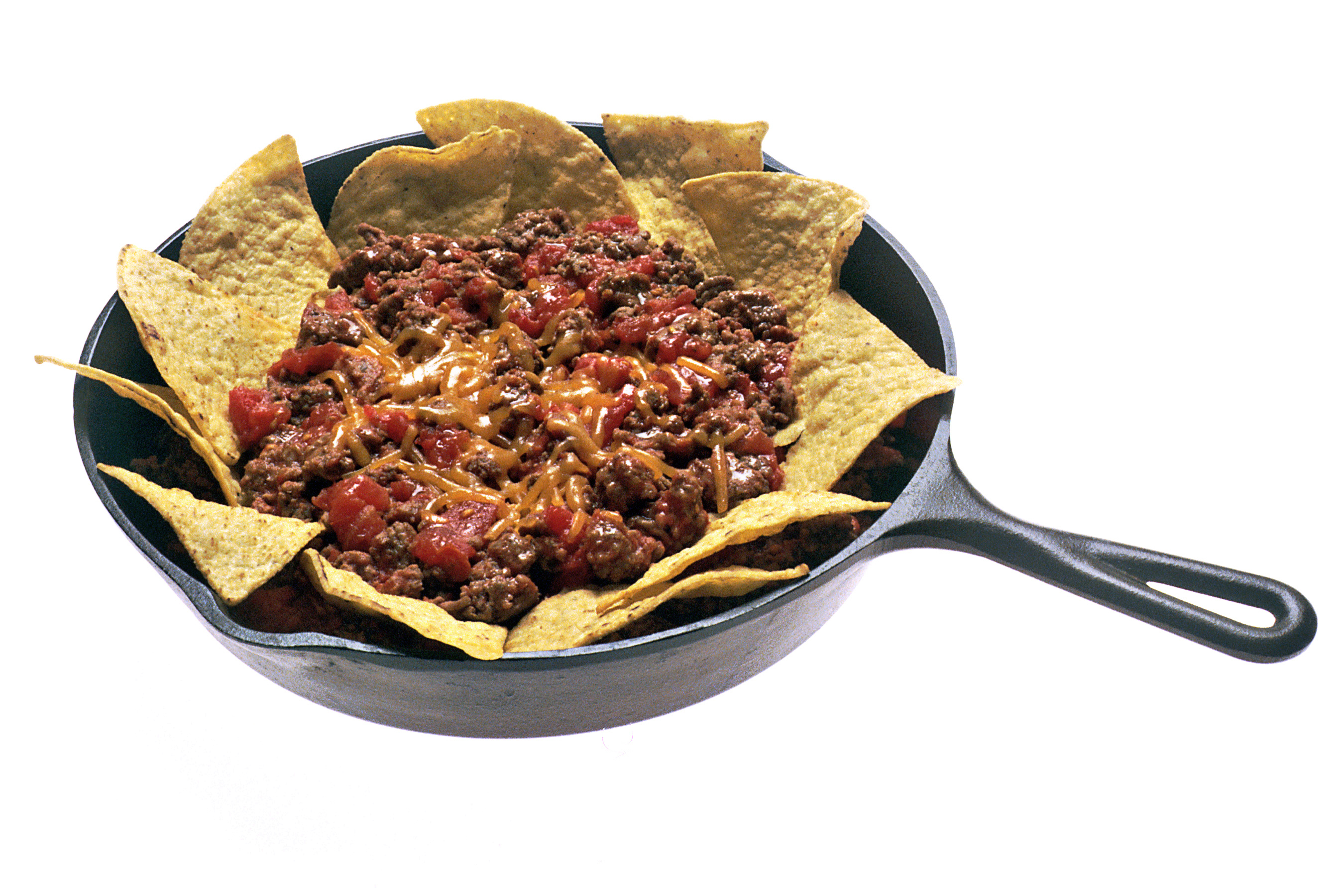
牛ひき肉と豆のナチョス

## ノート
1. ↑  スペイン系の男性名「イグナシオ」のニックネームはしばしば「ナチョ」となる。

- 同じくトルティーヤ・チップスとチーズを使用した料理に、テクス・メクス料理を扱うレストランでよく見られるチリコンケソがある。

## 参考
以下は、翻訳元である英語版（w:en:Nachos）の参考である。
- デンバー・ポスト.com　―　ナチョ・インターナショナルデーの記事（アーカイブ）。
- オックスフォード英語辞典オンライン　―　ナチョ・インターナショナルデーの記事。
- マイク・ダン　『One spicy tale: 'Macho Nachos'. Sacramento Bee』　2004年
- Anderson, Jean. American Century Cookbook. Potter, New York, 1997.